# Dietrich Tiedemann
Dietrich Tiedemann (1748 — 1803) foi um filósofo alemão, natural de Bremervörde.
Estudou na Universidade de Göttingen, posteriormente foi professor do Collegium Carolinum em Kassel (1776) e da Universidade de Marburg (1786). Ele era pai do fisiologista Friedrich Tiedemann (1781-1861).
Tiedemann foi o autor dos seis volumes de Geist der spekulativen Philosophie von Thales bis Berkeley  (O Espírito da Filosofia especulativa de Tales a Berkeley). Tiedemann tinha fortes divergências sobre a crença filosófica de Immanuel Kant(1724-1804), da qual ele criticava nas duas publicações, "On the Nature of Metaphysics: An Examination of Professor Kant's Principles-Against the Aesthetic" e "Continuation of the Examination of Professor Kant's Thoughts About the Nature of Metaphysics-Against the Analytic". Kant rejeitou os argumentos de Tiedemann dizendo que estes foram causados por uma falta de compreensão.
Tiedemann foi um pioneiro da psicologia empírica e um praticante precoce sobre o estudo científico do desenvolvimento infantil. Ele escreveu um registro completo do comportamento sensorial, motor e de linguagem durante os primeiros trinta meses da vida de seu filho. Através de suas observações empíricas ele alegou que a criança possui um "pré-conhecimento lingüístico".

## Publicações selecionadas
- Versuch einer Erklärung des Ursprunges der Sprache (1772)
- System der stoischen Philosophie, three volumes (1776)
- Über die Natur der Metaphysick, zur Prüfung von Herrn Prof. Kants Grundsätzen (1785)
- Geist der spekulativen Philosophie von Thales bis Berkeley (1791-97)
- Theätet; oder, Über das menschliche Wissen; ein Beitrag zur Vernunft-Kritik (1794)